# Geckoella deccanensis
Geckoella deccanensis este o specie de șopârle din genul Geckoella, familia Gekkonidae, descrisă de Günther 1864. Conform Catalogue of Life specia Geckoella deccanensis nu are subspecii cunoscute.